# تهیه‌کنندگان (فیلم ۱۹۶۸)
تهیه‌کنندگان (انگلیسی: The Producers) یک فیلم کمدی سیاه آمریکایی محصول سال ۱۹۶۷ به نویسندگی و کارگردانی مل بروکس با بازی زیرو موستل، جین وایلدر، کنت مارس، دیک شان، استلِ وینوود، رینی تیلور، کریستوفر هووت، ویلیام هیکی، آندریاس ووتسیناس و بارنی مارتین است. این فیلم درباره یک تهیه‌کننده تئاتر و حسابدارش است که قصد دارند با کلاهبرداری بیش از حد منافع در یک موزیکال صحنه‌ای که هدفش شکست است، ثروتمند شوند. آنها فیلمنامه‌ای را پیدا می‌کنند که آدولف هیتلر و نازی‌ها را تجلیل می‌کند و آن را روی صحنه می‌آورند. به دلیل این موضوع، باعث شد از همان ابتدا این فیلم بحث برانگیز باشد و نقدهای متفاوتی دریافت کرد. این فیلم تبدیل به یک فیلم کالت شد و بعدها با استقبال مثبت منتقدان مواجه شد.
این فیلم اولین کارگردانی بروکس بود. او برای این فیلم برنده جایزه اسکار بهترین فیلمنامه اورجینال شد. در سال ۱۹۹۶، این فیلم برای نگهداری در فهرست ملی فیلم ایالات متحده توسط کتابخانه کنگره به عنوان "از نظر فرهنگی، تاریخی، یا زیبایی شناختی مهم" انتخاب شد و در فهرست ۱۰۰ سال...۱۰۰ خنده AFI در رده یازدهم قرار گرفت. بعداً توسط بروکس و توماس میهان به عنوان یک موزیکال صحنه‌ای اقتباس شد که خود به صورت فیلم اقتباس شد.

## بازیگران
- زیرو موستل
- جین وایلدر
- کنت مارس
- دیک شان
- رینی تیلور
- ویلیام هیکی
- بارنی مارتین

## ارجاع به بیرون
- تهیه‌کنندگان در فهرستِ بنیاد فیلم آمریکا
- تهیه‌کنندگان در بانک اطلاعات اینترنتی فیلم‌ها (IMDb)
- تهیه‌کنندگان در آل‌مووی
- تهیه‌کنندگان در راتن تومیتوز